# El Botánico

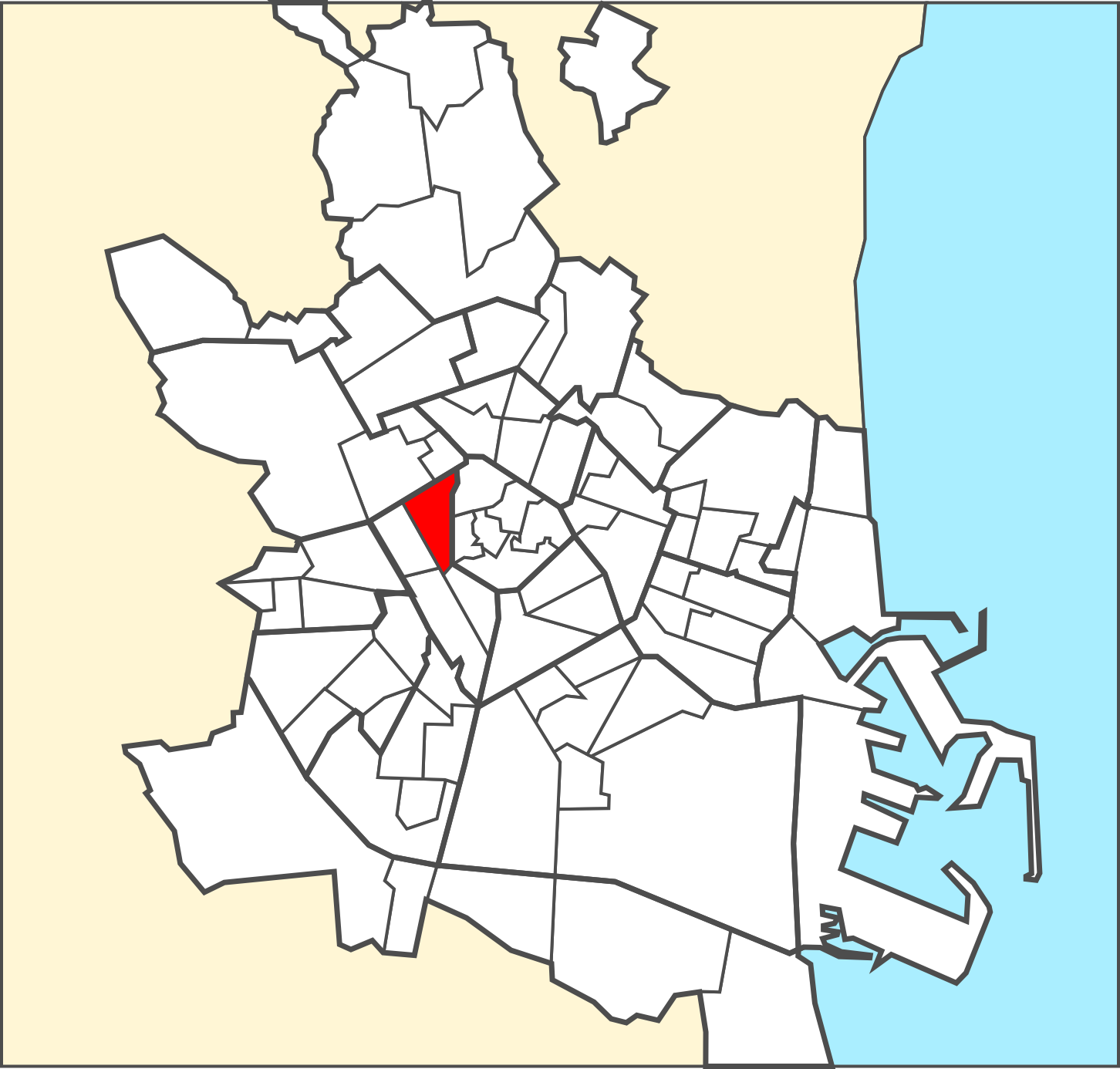
El barrio del Botánico en el municipio de Valencia.

El Botánico (en valenciano El Botànic) es un barrio de la ciudad de Valencia (España), perteneciente al distrito de Extramurs. Está situado en el centro de la ciudad y limita al norte con Campanar y Les Tendetes, al este con El Carmen y El Pilar, al sur con La Roqueta y al oeste con La Petxina. Su población en 2022 era de 6601 habitantes.
El nombre del barrio proviene del Jardín botánico de la Universidad de Valencia, ubicado en el barrio desde 1802.

## Demografía

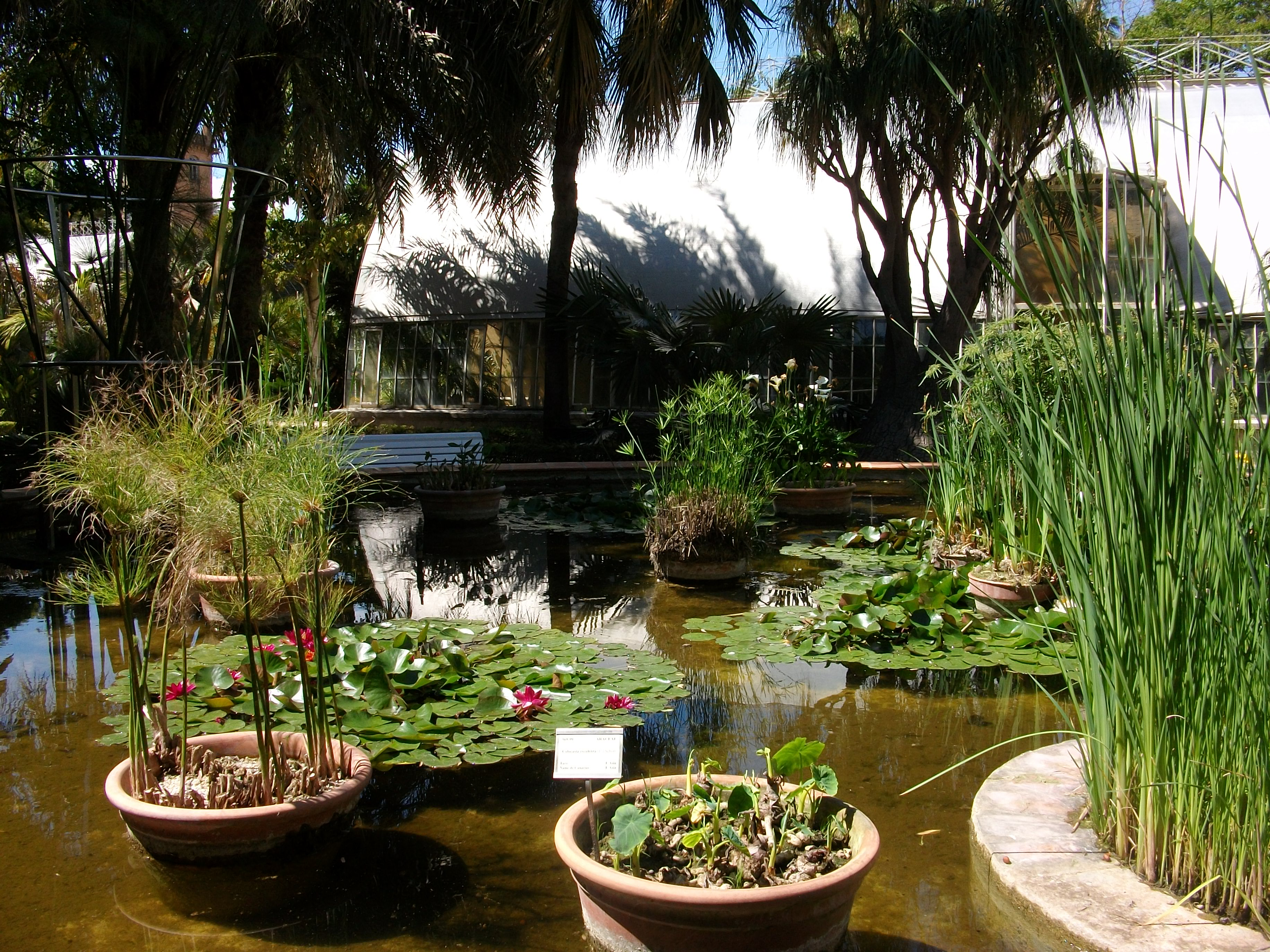
El Jardín botánico de la Universidad de Valencia, que da nombre al barrio.

| Población | 10.778 | 8.003 | 6.897 | 6.150 | 6.727 | 6.619 | - |